# Ziua lui Iuri

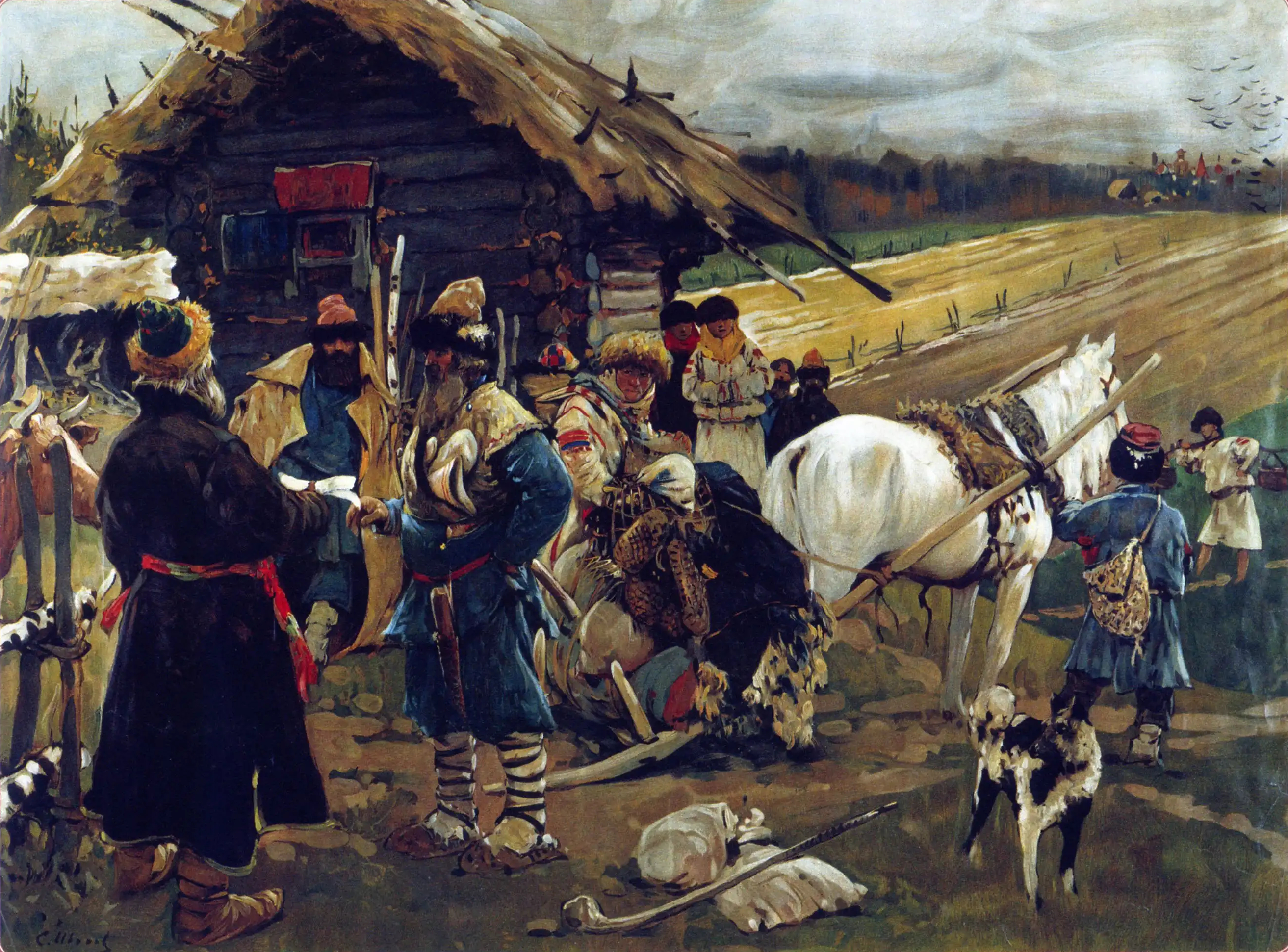
Un ţăran părăsindu-şi stăpânul feudal de ziua lui Iuri (ziua Sfântului Gheorghe), pictură de Serghei V. Ivanov.

Ziua lui Iuri toamnă (în limba rusă Осенний Юрьев день) sau Ziua Sfântului Gheorghe este o sărbătoare religioasă rusă-ortodoxă bianuală – (primăvara și toamna). 
Sudebnikul (Codul de legi) din 1497 stabilea că perioada de o săptămână de dinainte și după sărbătoarea din toamnă a Sfântului Gheorghe, după ce recoltele erau strânse, era singura în care țăranii ruși puteau să-și părăsească stăpânii feudali și să se mute pe alte moșii. Un secol mai târziu, Boris Godunov a interzis mutarea țăranilor de pe moșii, finalizând astfel procesul de iobăgire al țăranilor ruși.